# Rubus pervirescens
Rubus pervirescens är en rosväxtart som beskrevs av Henri L. Sudre. Rubus pervirescens ingår i släktet rubusar, och familjen rosväxter. Inga underarter finns listade i Catalogue of Life.